# Давидов Павло Іванович
Павло́ Іва́нович Дави́дов (1896 , Гришине, Бахмутський повіт, Катеринославська губернія, Російська імперія  — 27 липня 1941 , Розстрільний полігон «Комунарка» ) — український державний діяч. Депутат Верховної Ради УРСР першого скликання (1938–1941).

## Біографія
Народився 1896 року в родині залізничника на станції Гришине, тепер місто Покровськ, Покровський район, Донецька область, Україна. У чотирнадцятирічному віці закінчив залізничну школу, працював учнем слюсаря в депо станції Гришине на Донбасі.
У 1915 році закінчив Катеринославське залізничне технічне училище. З 1915 по 1916 рік працював на будівництві нової залізниці, а потім — у майстернях при залізничному училищі. 
З 1916 по 1917 рік служив солдатом-артилеристом у російській армії.
З 1917 року працював помічником машиніста депо Гришине, брав активну участь у діях Червоної армії. У 1919 році, під час наступу російських білих військ Денікіна на Донбасі, вивозив військові ешелони Червоної армії і при прориві через міст біля станції Улянівки був контужений у голову. Після одужання повернувся працювати машиністом депо Гришине. У 1920–1922 роках брав активну участь у профспілковій роботі.
З 1922 року — студент робітничого факультету при межевому інституті імені Калініна в Москві, з 1924 року — студент Ленінградського політехнічного інституту. У 1931 році закінчив залізничне відділення Ленінградського політехнічного інституту, інженер-механік.
Член ВКП(б).
З 1931 по 1933 рік — інженер-теплотехнік на Октябрській залізниці, начальник паровозного депо станції Ленінград-пасажирська. У 1933—1935 роках — начальник паровозного депо станції Бологе; начальник паровозної служби Південно-Уральської залізниці. З серпня 1935 по 1936 рік — начальник паровозного відділення станції Златоуст на Уралі. У 1936—1937 роках — начальник Московського відділення тяги Калінінської залізниці. У 1937 році працював на Закавказькій залізниці.
З жовтня 1937 по травень 1938 року — начальник Сталінської залізниці у місті Дніпропетровську.
26 червня 1938 року обраний депутатом Верховної Ради УРСР першого скликання по Чубарівській виборчій окрузі № 222 Дніпропетровської області. Член Бюджетної комісії Верховної Ради УРСР.
У травні 1938 — вересні 1939 року — начальник Центрального управління паровозного господарства Наркомату шляхів сполучення СРСР, місто Москва.
Заарештований 25 вересня 1939 року, засуджений Воєнною колегією Верховного суду СРСР 5 липня 1941 року за обвинуваченням в часті в контрреволюційній організації і в терористичних намірах. Розстріляний 27 липня 1941 року, похований на розстрільному полігоні «Комунарка» в Московській області.
Реабілітований Воєнною колегією Верховного суду СРСР у лютому 1958 року за відсутністю складу злочину.